# Cratere Liszt
Liszt è un cratere da impatto sulla superficie di Mercurio.
Il cratere è dedicato al compositore ungherese Franz Liszt.